# Zamarada aclys
Zamarada aclys là một loài bướm đêm trong họ Geometridae.